# Ryukyus universitet

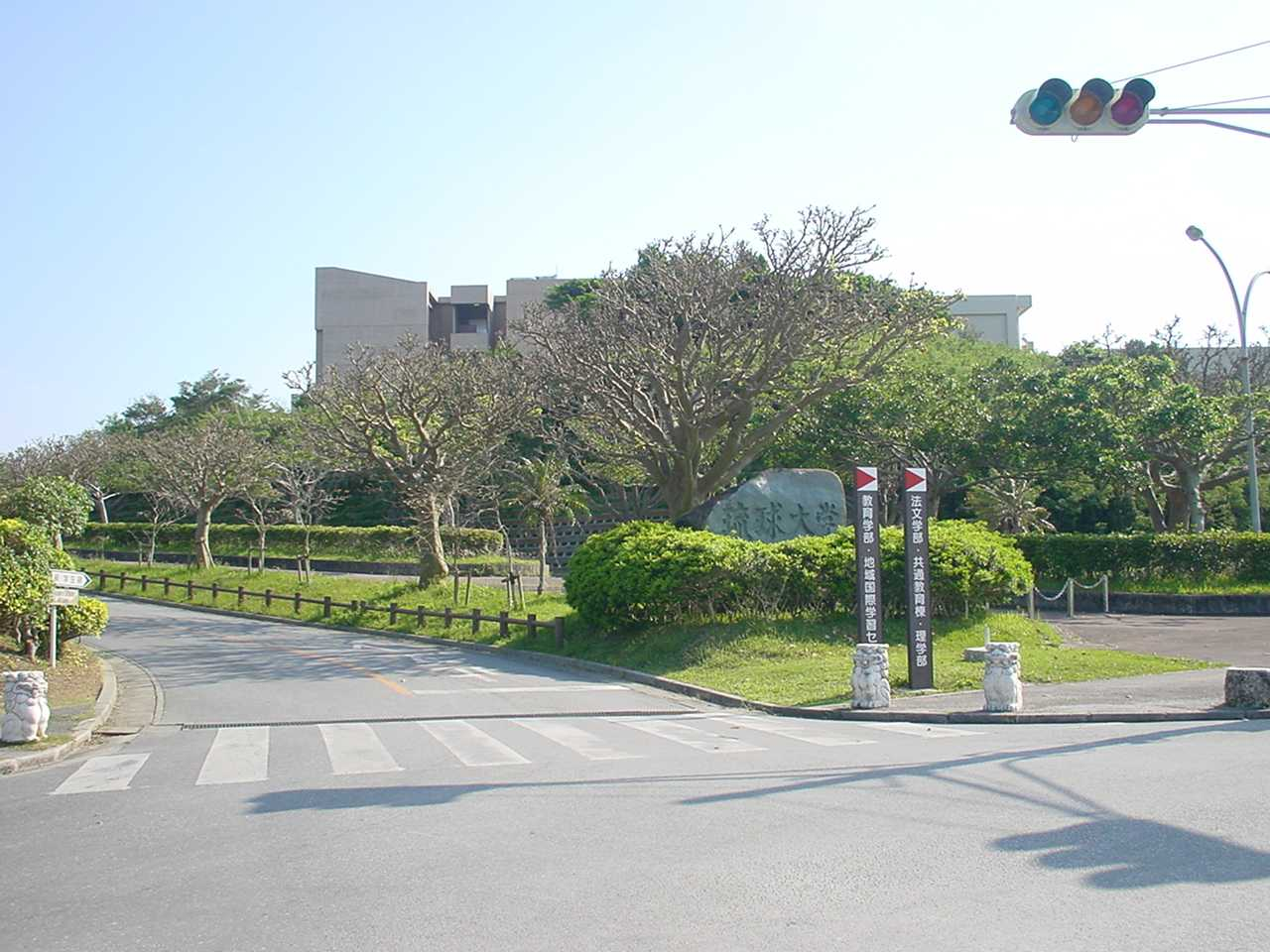

Ryukyus universitet (琉球大学, Ryūkyū Daigaku), ett statligt universitet i orten Nishihara beläget på huvudön Okinawa i Okinawa prefektur, Japan. Campus finns också i orterna Nagagusuku och Ginowan. Var tidigare beläget i Naha, men i och med återuppbyggnaden av Shuriborgen på samma plats flyttades universitetet till sin nuvarande plats. Grundat 1950.